# Garmażap Garmajew
Garmażap Ajupowicz Garmajew (ros. Гармажа́п Аю́рович Гарма́ев, ur. 23 maja?/5 czerwca 1916 we wsi Wierchnij Toriej (obecnie w rejonie dżydińskim) w Buriacji, zm. 16 lipca 1945 w Brześciu) – radziecki wojskowy, starszy porucznik Wojsk Pogranicznych NKWD, Bohater Związku Radzieckiego (1940).

## Życiorys
Urodził się w rodzinie biednego buriackiego hodowcy bydła. Skończył 4 klasy szkoły, pracował w kołchozie, jesienią 1937 został powołany do Armii Czerwonej, służył w 41 pułku kawalerii 76 Dywizji Piechoty pod Leningradem, skończył kursy młodszej kadry dowódczej i został dowódcą oddziału. Brał udział w agresji ZSRR na Polskę we wrześniu 1939, potem w październiku-listopadzie 1939 był pomocnikiem dowódcy, następnie dowódcą pułku kawalerii, w latach 1939–1940 uczestniczył w wojnie z Finlandią. Zimą 1940 podczas walk z oddziałami fińskimi, gdy grupa żołnierzy radzieckich znalazła się w okrążeniu, prowadząc ogień z karabinu maszynowego doprowadził do wyrwania się czerwonoarmistów z pułapki, a następnie wyniósł z pola walki ciężko rannego dowódcę. W styczniu 1940, otwierając ogień z działa, przyczynił się do utrzymania natarcia batalionu piechoty.
Po zakończeniu wojny z Finlandią został zdemobilizowany, pracował jako instruktor dżydińskiego rejonowego komitetu WKP(b), później w miejscowym oddziale NKWD, od 1941 należał do WKP(b). W 1942 ponownie zmobilizowany, skierowany do Wojsk Pogranicznych NKWD, ukończył kursy oficerskie i został tłumaczem oddziału pogranicznego Zabajkalskiego Okręgu Pogranicznego w Kiachcie, następnie dowódcą plutonu pogranicznego, w 1944 został skierowany do 86 Oddziału Pogranicznego im. Dzierżyńskiego w Brześciu jako pomocnik szefa sztabu 3 Komendantury Pogranicznej w stopniu starszego porucznika. Został pochowany na cmentarzu garnizonowym w Brześciu. Został odznaczony Złotą Gwiazdą Bohatera Związku Radzieckiego i Orderem Lenina (11 kwietnia 1940).